# 비야 광장

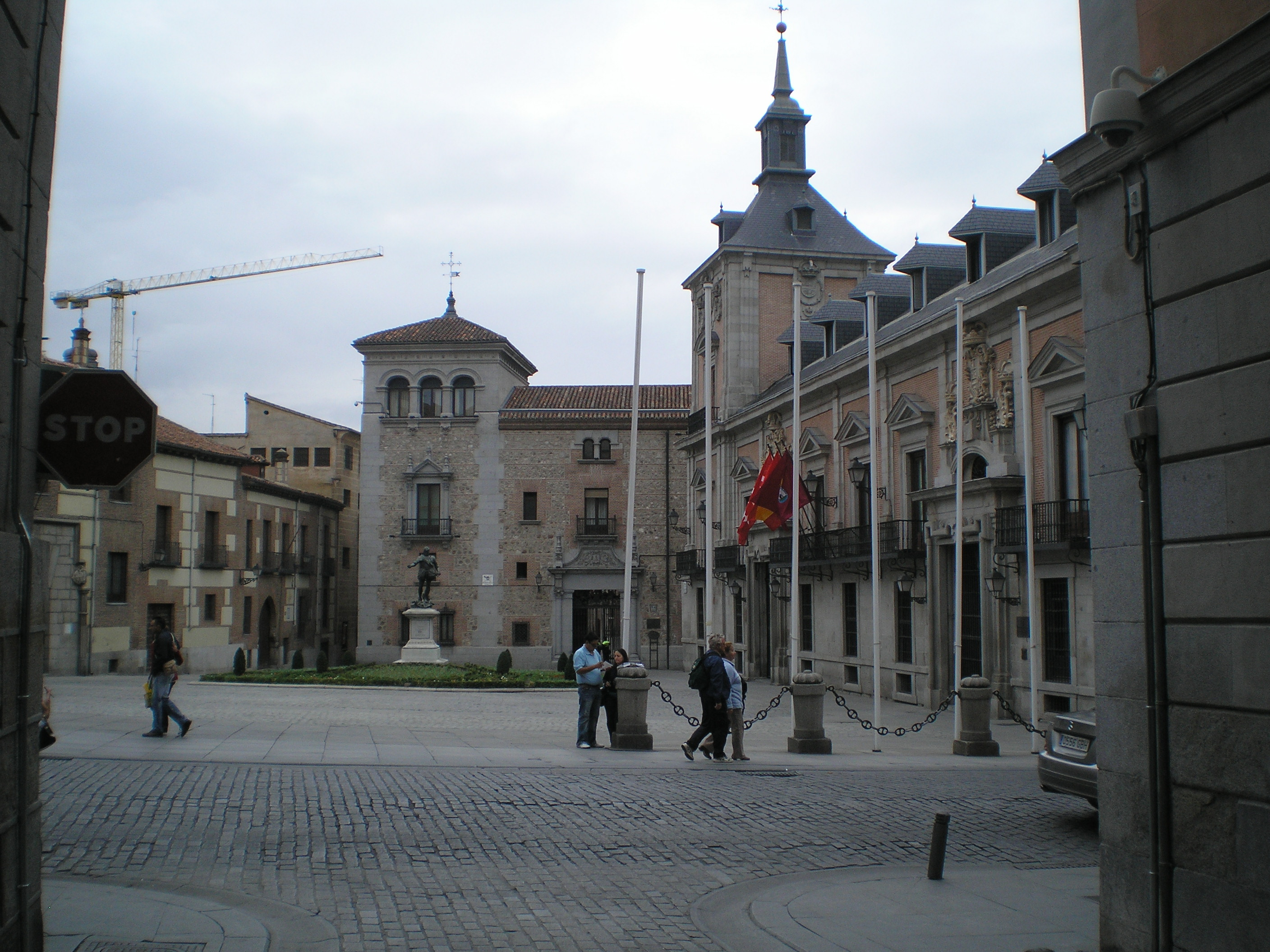
비야 광장

비야 광장(스페인어: Plaza de la Villa)은 스페인 마드리드에 있는 작은 광장이다. 광장의 북쪽으로 마요르 거리가 접하고 있다. 루하네스 저택, 시스네로스 집, 카사 데 라 비야와 같은 다른 시대에 다른 양식으로 지어진 역사적 건축물에 둘러싸여 있다.